# Сульфідна кислота
Сульфідна кислота або сірководнева кислота — водний розчин сірководню (H2S). Молярна маса 34 г/моль.
Водний розчин сірководню виявляє властивості двоосновної кислоти. Він кислий на смак, забарвлює синій лакмус у рожевий колір і має здатність заміщати обидва атоми водню на атоми металу з утворенням солей, які називаються сульфідами.
Сульфідна кислота як двоосновна дисоціює ступінчасто:
{\displaystyle \mathrm {H_{2}S\rightleftarrows H^{+}+HS^{-}} }
{\displaystyle \mathrm {HS^{-}\rightleftarrows H^{+}+S^{2-}} }
Але ця кислота дуже слабка. Тому піддається дисоціації лише незначна частина її молекул.